# Paulicianismo
O paulicianismo (em armênio: Պավլիկյաններ, também lembrado como Pavlikians ou Paulikianoi ) foi uma seita adocionista, também entendida por fontes medievais como gnóstica e quase maniqueísta. Os paulicianos floresceram entre 650 e 872 na Armênia e partes orientais do Império Bizantino, como Anatólia e os Balcãs. De acordo com fontes medievais bizantinas, o nome do grupo foi obtido a partir do terceiro século do bispo de Antioquia, Paulo de Samósata, na época do cristianismo primitivo.

## História

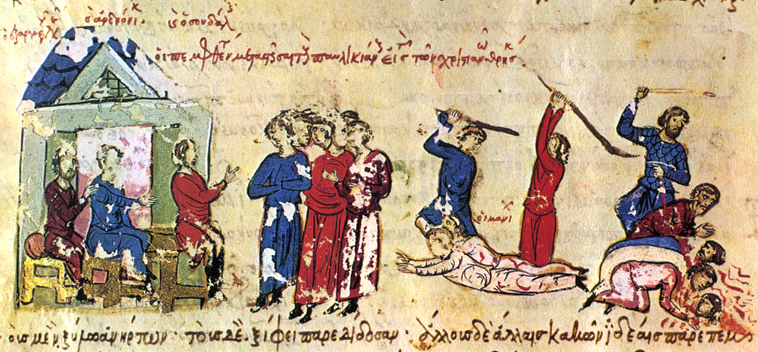
O massacre dos paulicianos em 843/844, de Escilitzes de Madrid

Os paulicianos eram um grupo de cristãos considerados hereges pelo catolicismo que predominavam na Armênia, antiga Babilônia, Síria, Palestina, monte Ararate, cordilheira do Touro e Antioquia no século VI, no Império Bizantino.
Os paulicianos diziam serem provindos dos apóstolos e terem seu início a partir das pregações dos mesmos no primeiro século depois de Cristo. Porém faltam registros comprobatórios para tal afirmação.
Durante os séculos V e VI, os Hunos formaram parte de uma confederação que avançava para o território armênio, muitos dos militares que protegiam as fronteiras armênias eram paulicianos. 
Em 668, iniciou-se uma grande perseguição aos paulicianos que provocou, em 690, a morte de um de seus grandes líderes chamado Constantino, que foi morto apedrejado e seu sucessor queimado vivo. Durante o reinado do imperador Leão III, o Isauro (r. 717–741) foram favorecidos nos Balcãs ocidentais pelo édito do imperador contra as imagens, tendo proteções do próprio filho de Leão III.
A imperatriz Teodósia (842–867) iniciou uma perseguição que matou 100 000 deles, pois eram acusados de gnósticos e maniqueístas, dualistas.
Após hostilidades contrárias a sua presença, os paulicianos expandiram-se para os Balcãs ocidentais, dando a possível origem aos bogomilos. Segundo creem alguns historiadores , originaram posteriormente os albigenses nos Alpes do sul da França, ao se unirem com grupos hereges que lá residiam.
Os paulicianos sobrevivem hoje na Bulgária, retendo seu dialeto peculiar e desde o século XIX se uniram ao catolicismo romano sob a influência de missionários franciscanos.